# Angelo Volpe
Angelo Volpe (Grottaminarda, 5 dicembre 1838 – Napoli, 1894) è stato un pittore italiano.

## Biografia
Angelo Volpe nasce a Grottaminarda (nell'allora provincia di Principato Ultra) il 5 dicembre 1838, da Felice Antonio Volpe e dalla prima moglie Maria Luigia Prunoceraso.
Si forma prima sotto il padre, decoratore d'interni ed imbianchino, e poi seguendo i corsi del pittore Giuseppe Mancinelli presso l'Accademia di belle arti di Napoli.
Visse in una famiglia di artisti, ma il suo nome fu oscurato da quello del fratello Vincenzo, di cui fu prima maestro e poi collaboratore in alcune opere.
Nel 1863 si trasferisce con la famiglia a Napoli, ritornando spesso a Grottaminarda e in Irpinia per eseguire dei lavori di decorazione d'interni e ritratti di persone.
Nel 1891 con il fratello Vincenzo si occupa del restauro e della decorazione della cappella della Madonna di Montevergine, nell'Abbazia di Montevergine presso Mercogliano.

## Attività
Angelo Volpe fu un pittore non eccessivamente prolifico. Oggi diverse opere sono rintracciabili in Irpinia (soprattutto a Grottaminarda e ad Avellino). 
Trattò principalmente la pittura ritrattistica, che eseguì con perizia. Si dedicò anche alle scene d'interni, soprattutto di genere. Realizzò interessanti lavori d'arte Sacra.
Adoperò principalmente le tecniche: della china su carta e quella dell'olio su tela.

## Opere
- Angelo custode.
- Donna che guarda un fiore.
- Ritratto di Saverio Minichiello (1867).
- Ritratto di Michelangelo Bozza (1880).
- Ritratto di A. Santangelo (1888).
- Ritratto di don Nicola Bianco.

### Opere in musei ed istituzioni
- Museo d'arte MdAO di Avellino: Sorriso infingardo (1881).
- Museo Provinciale Irpino di Avellino: sezione pinacoteca: Autoritratto (1863) e Soppressione degli ordini religiosi (1869).
- Museo Provinciale Irpino di Avellino: sezione Risorgimento: Ritratto di Giuseppe Maria Testa (1888) e Ritratto di Pasquale Stanislao Mancini.
- Collezione d'arte dell'Archivio dei pittori irpini del Diciannovesimo secolo di Avellino: Sossio con pipa (1890).